# Eleccions generals groenlandeses de 2018
Les eleccions generals groenlandeses de 2018 es van celebrar el 24 d'abril. Siumut mantindria la primera posició, perdent però 2 escons, i l'Inuit Ataqatigiit en perdria 3. Els obtindrien els Demokraatit, Naleraq, i entrarien per primera vegada els partits Nunatta Qitornai i el Partit de la Cooperació.

## Resultats
|                         |                         |        |        |        |     |  |  |  |
| Partit                  | Partit                  | Vots   | %      | Escons | +/- |  |  |  |
|                         | Siumut                  | 7,959  | 27.44  | 9 / 31 | 2   |  |  |  |
|                         | Inuit Ataqatigiit       | 7,478  | 25.78  | 8 / 31 | 3   |  |  |  |
|                         | Demokraatit             | 5,712  | 19.69  | 6 / 31 | 2   |  |  |  |
|                         | Naleraq                 | 3,931  | 13.55  | 4 / 31 | 1   |  |  |  |
|                         | Atassut                 | 1,730  | 5.96   | 2 / 31 | =   |  |  |  |
|                         | Partit de la Cooperació | 1,193  | 4.11   | 1 / 31 | Nou |  |  |  |
|                         | Nunatta Qitornai        | 1,002  | 3.45   | 1 / 31 | Nou |  |  |  |
|                         |                         |        |        |        |     |  |  |  |
| Vots vàlids             | Vots vàlids             | 29,005 | 99.01  |        |     |  |  |  |
| Vots invàlids           | Vots invàlids           | 291    | 0.99   |        |     |  |  |  |
| Total                   | Total                   | 29,296 | 100.00 | 31     | =   |  |  |  |
| Inscrits / participació | Inscrits / participació | 40,769 | 71.86  |        |     |  |  |  |